# آتش‌سوزی موزه ملی برزیل
آتش‌سوزی موزه ملی برزیل (انگلیسی: National Museum of Brazil fire) در پاکو دی سائو کریستوفر در ۲ سپتامبر ۲۰۱۸ حدود ساعت ۱۹:۳۰ به وقت محلی و ۲۲:۳۰ به وقت گرینویچ در شهر ریو دو ژانیرو در برزیل رخ داد. این موزه با قدمتی ۲۰۰ ساله که بیش از ۲۰ میلیون آثار قیمتی در آن وجود داشت بر اثر حریق تقریباً ۹۰ درصد آن از دست رفت. میشل تِمر، رئیس‌جمهور برزیل این آتش‌سوزی را «از دست رفتن غیرقابل محاسبه» میراث تاریخی و فرهنگی کشور دانست.
بنابر سخنان تمر، ۲۰۰ سال کار پژوهشی و دانشی برزیل در این آتش‌سوزی از بین رفت. همچنین در این آتش‌سوزی مجموعه‌ای ارزشمند از ۲۰ میلیون اثر تاریخی از تمدن‌های مصر و روم باستان تا فسیل‌های دایناسور در آتش سوختند. در میان آثار باستانی این موزه قدیمی‌ترین اسکلت انسانی یافت شده در آمریکای جنوبی با قدمت ۱۲ هزار سال و یک شهاب سنگ قدیمی هم وجود داشتند.

## بازخوردها

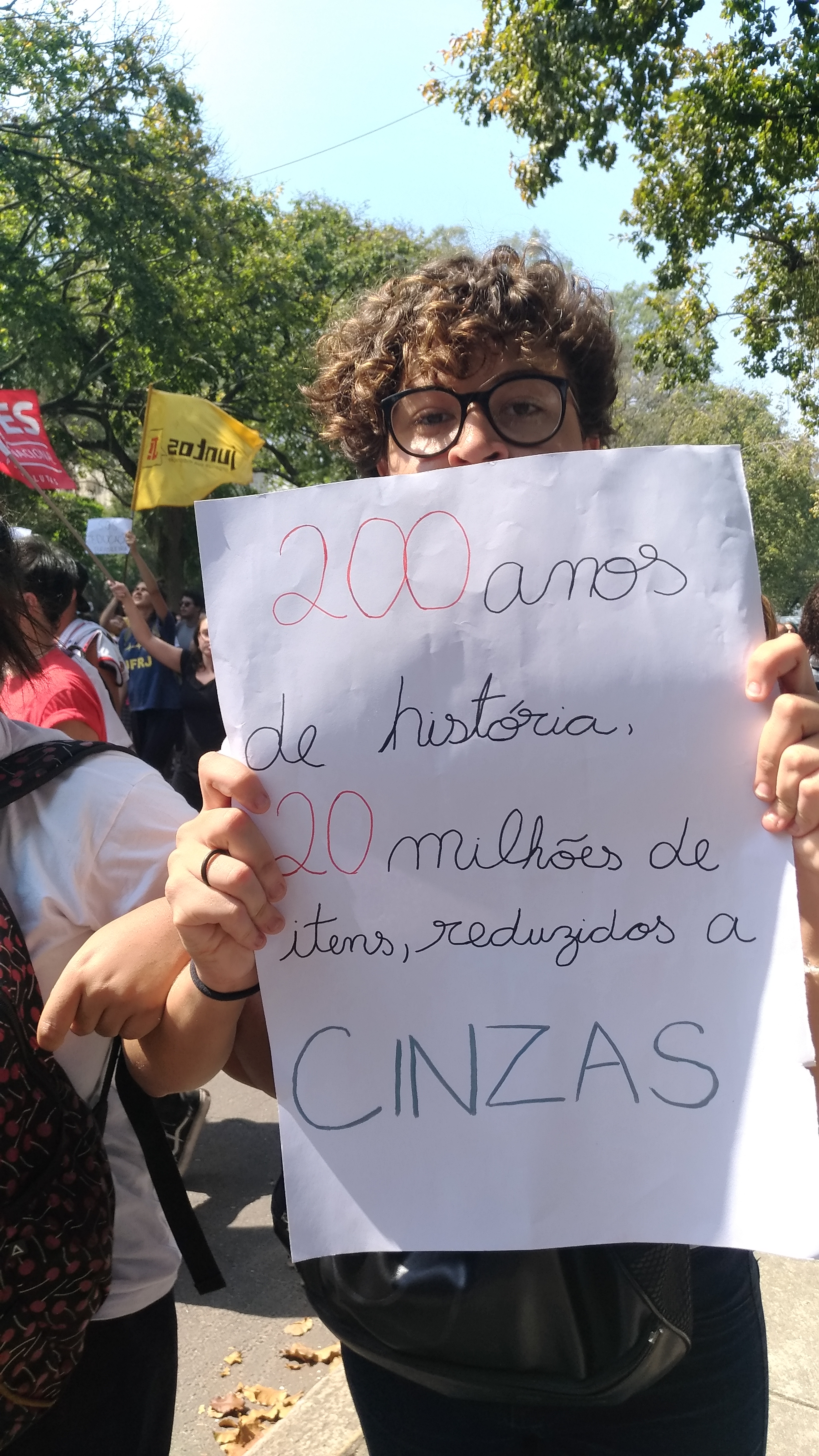
یکی از تظاهر کنندگان در روز بعد آتش‌سوزی؛ روی مقوا نوشته شده «۲۰۰ سال تاریخ، ۲۰ میلیون اثر، تقلیل یافته به خاکستر».

میشل تمر رئیس‌جمهور برزیل گفت: «آتش سوزی موزهٔ ملی برای برزیل حساب نشده بود. امروز یک روز غم‌انگیز برای موزه‌شناسی کشور ماست. دویست سال کار و تلاش و دانش از دست رفته‌است. حالا ارزش تاریخمان دیگر به‌خوبی درک نمی‌شود؛ به دلیل خسارات وارد شده به ساختمانی که خانهٔ خاندان سلطنتی در طول امپراتوری بود. این روز غم‌انگیزی برای همهٔ مردم برزیل است.» شهردار ریو، مارسلو کریوِلا، بیانیهٔ او را مورد تمسخر قرار داده و خواست تا موزه را بازسازی کنند. وی گفت: «این یک وظیفهٔ ملی است که آن (موزه) را دوباره از خاکسترهایش بسازند؛ تمام جزئیات عکس‌ها و نقاشی‌ها را دوباره بسازید. حتی اگر این‌ها اصل نباشند، یادآور خاندان سلطنتی‌ای هستند که به ما استقلال، امپراتوری و اولین قانون‌اساسی و اتحاد بخشید.»

## تاریخچه
این بنا در اوایل قرن نوزدهم، به عنوان کاخ سائو ساخته شد، و تقدیم امپراتوری پرتغال گردید و بعدها نوسازی شد. این مقر امپراتور پدروی یکم و پدروی دوم برزیل بود. این مقر سه سال پس از اینکه کشور برزیل به جمهوری تبدیل شد، یعنی در سال ۱۸۹۲، به موزه تبدیل گردید. لوییس فرناندو دانیل، معاون مدیر موزه، علت آتش‌سوزی را سهل‌انگاری از سوی دولت‌های متوالی عنوان کرد. این موزه در سال ۲۰۱۵ به‌طور موقت و برای تعمیرات بسته شده بود. هر چند تعمیرات آن با بودجهٔ دولتی تأمین شد، اما این بودجه در سال ۲۰۱۸ در حد ۹۰ درصد کاهش یافت. همچنین در این ساختمان نشانه‌های آشکاری از پوسیدگی در برابر آتش وجود داشت؛ مانند دیواره‌های پوست پوست شده و سیم‌کشی‌هایی که در معرض خطر قرار داشتند. این موزه دویستمین سالگرد خود را در ژوئن ۲۰۱۸ در شرایطی جشن گرفت که بجز عده معدودی هیچ وزیر ایالتی در آن شرکت نکرد. موزه بیش از ۲۰ میلیون اشیاء قیمتی داشت که ۱۱۰۰۰ سال از تاریخ جهان را پوشش می‌داد. این مجموعه شامل آثار مهمی از کل تاریخ برزیل از جمله آن‌هایی بود که به شناخت هویت ملی برزیل کمک می‌کردند.

## نگارخانه

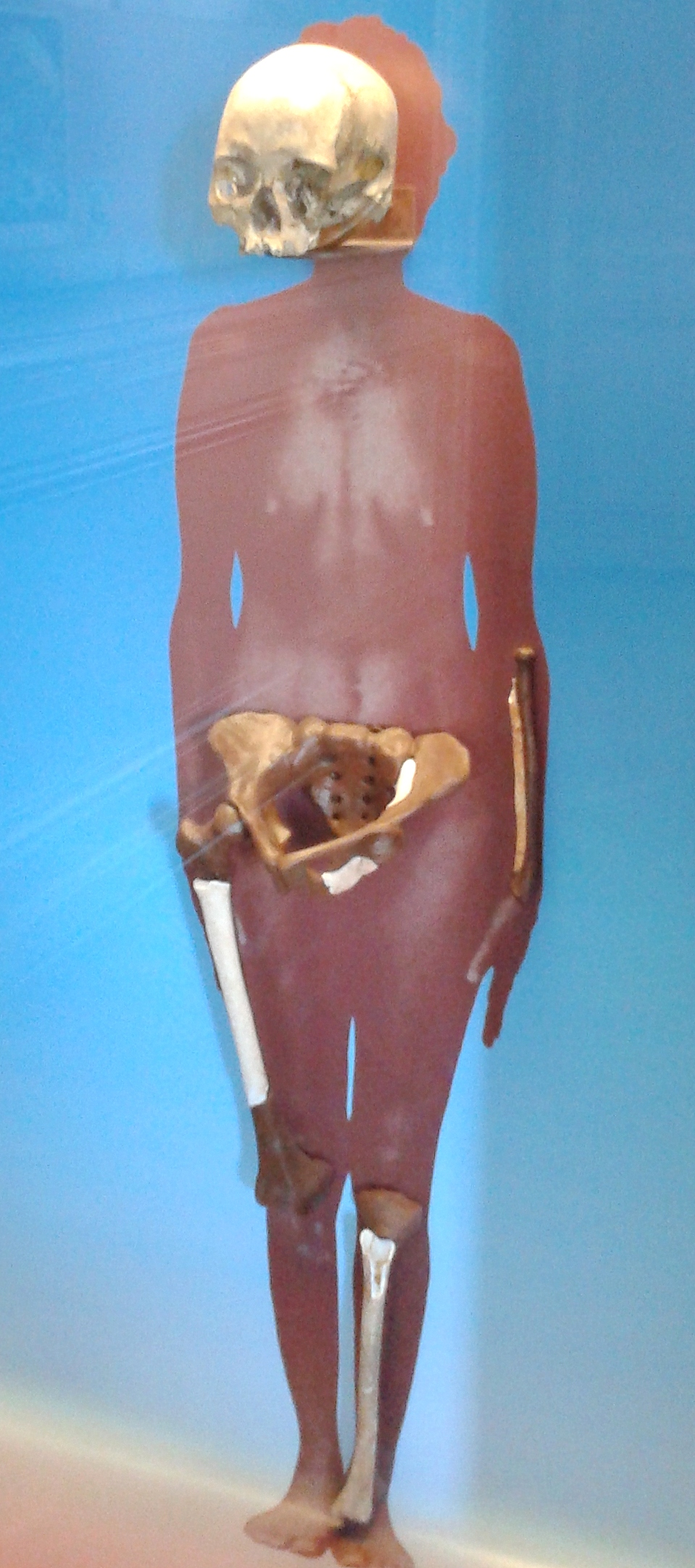
زن لوزیا: یک بومی از اولین امواج مهاجرتی به آمریکای جنوبی
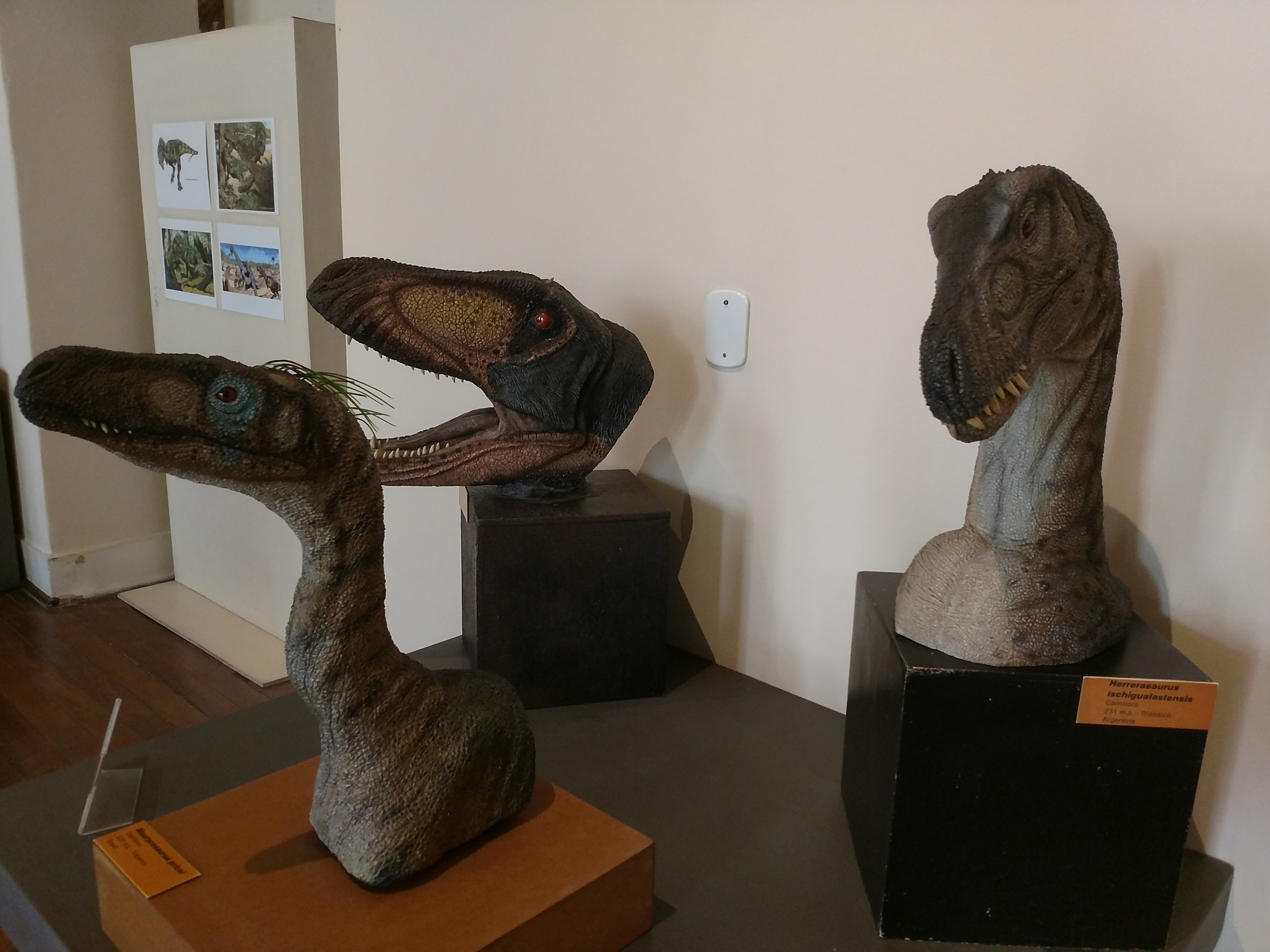
بازسازی صورت دایناسورها
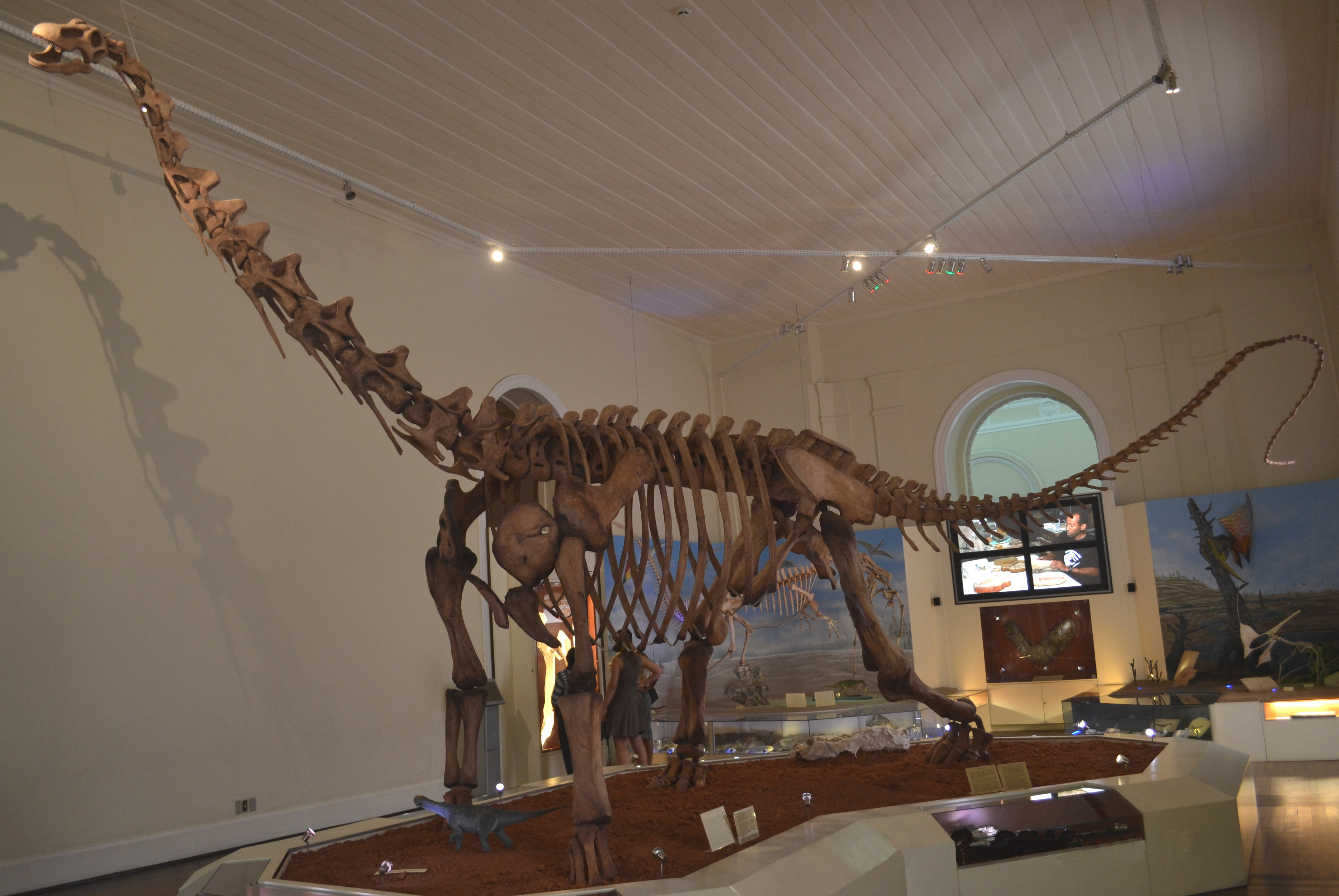
استخوان‌های یافت شده از ماکساکالیسور
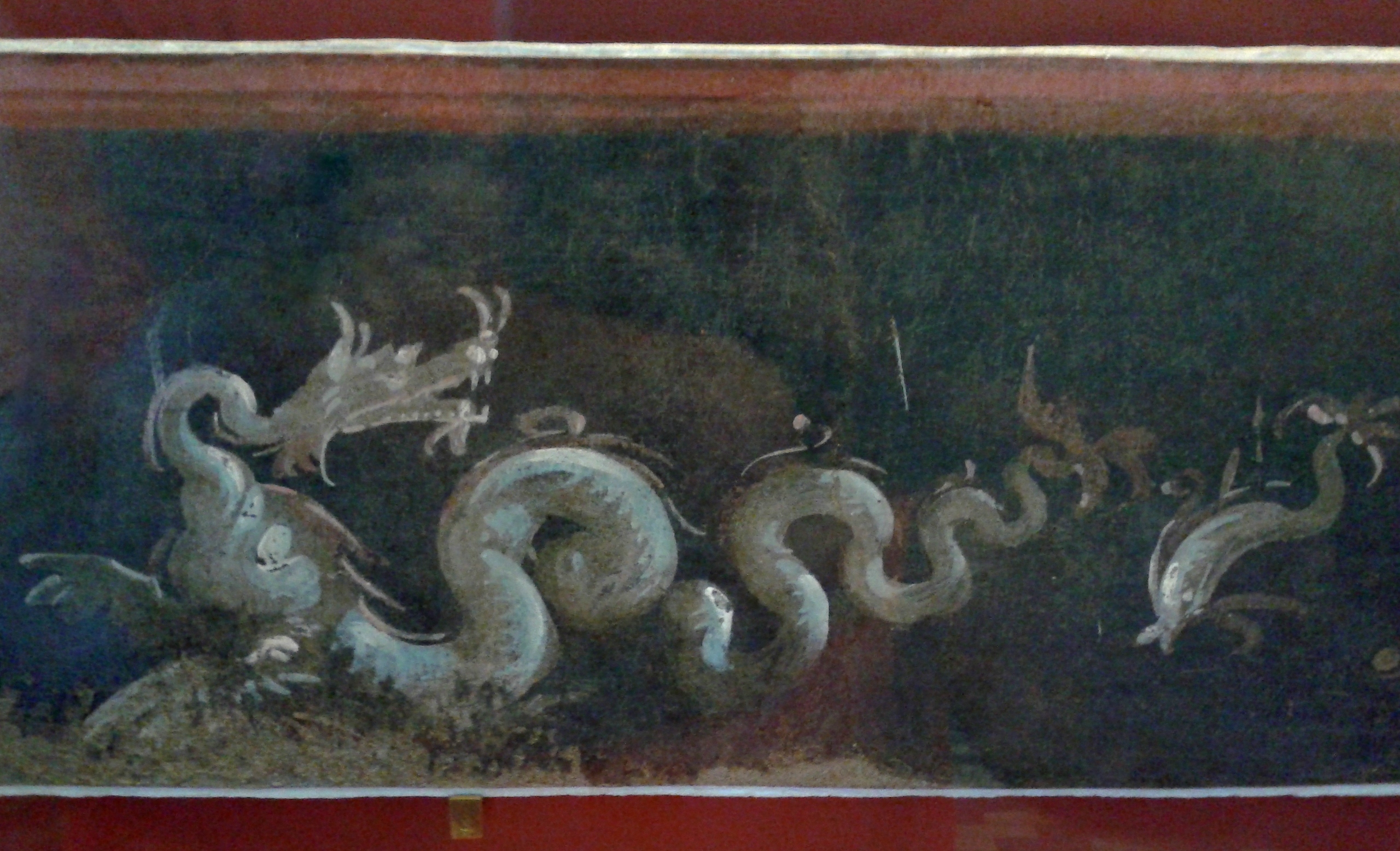
نقاشی دیواری از پمپئی
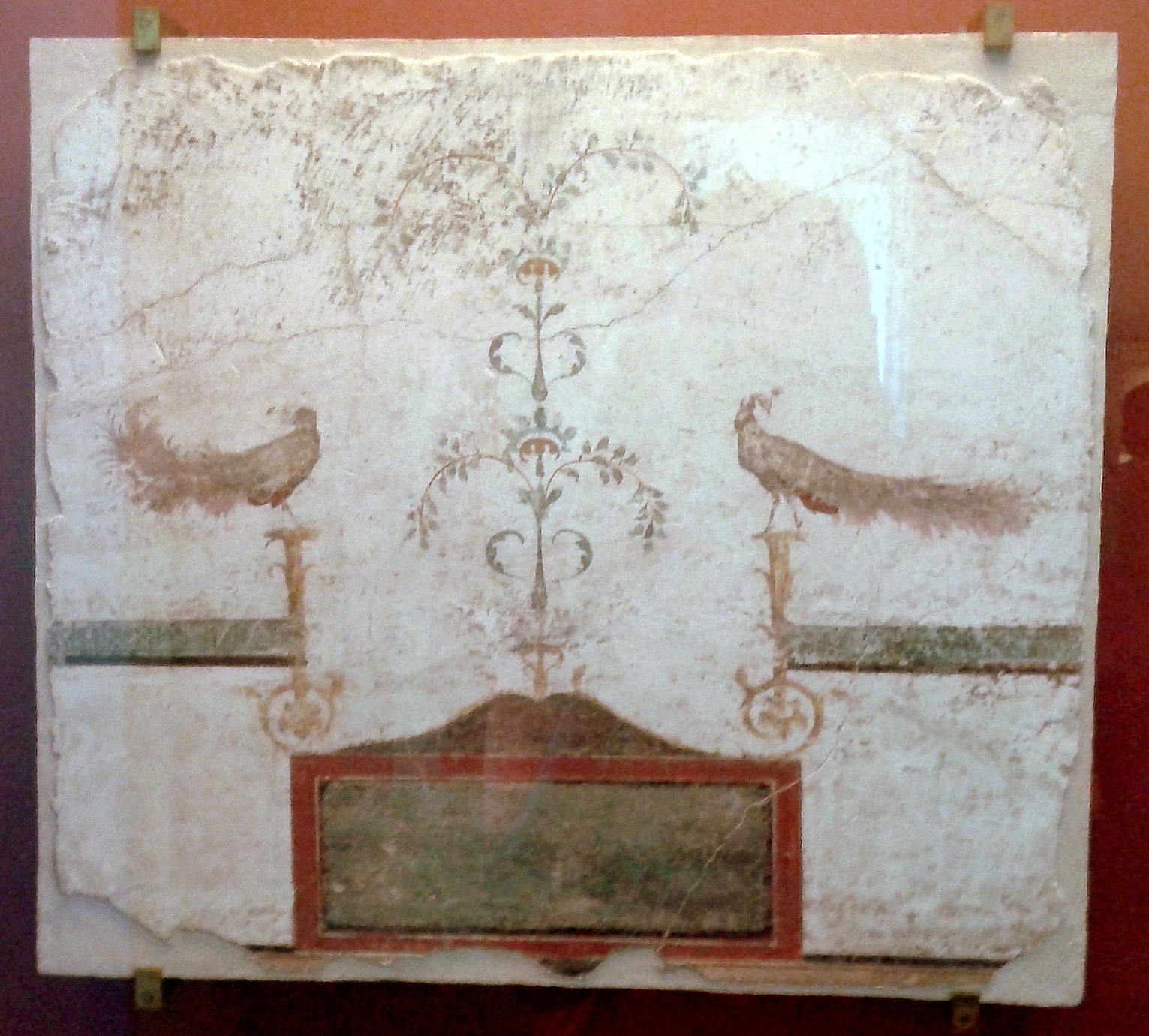
نقاشی دیواری از پمپئی
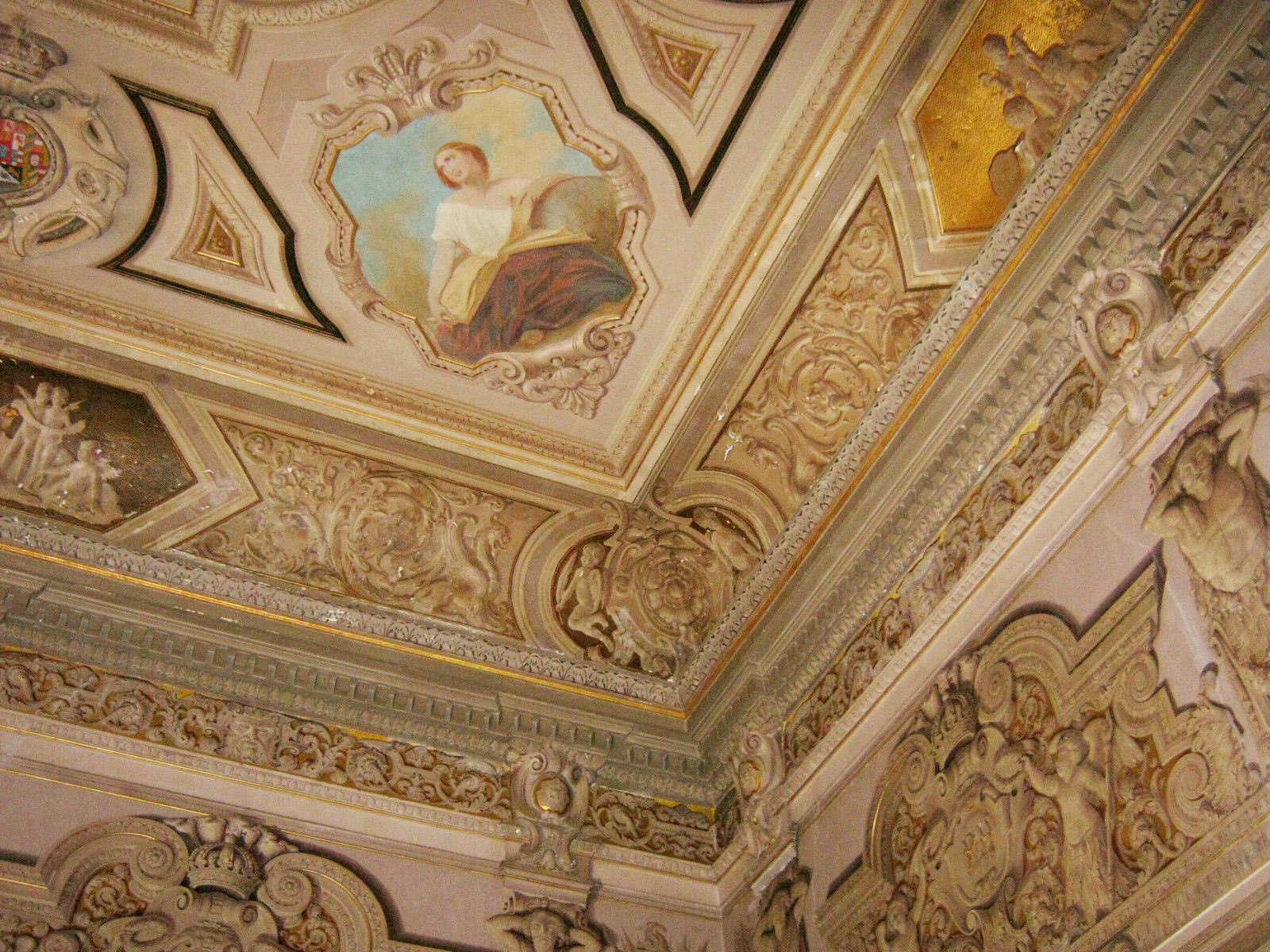
کار هنری‌تاریخی در داخل بنا
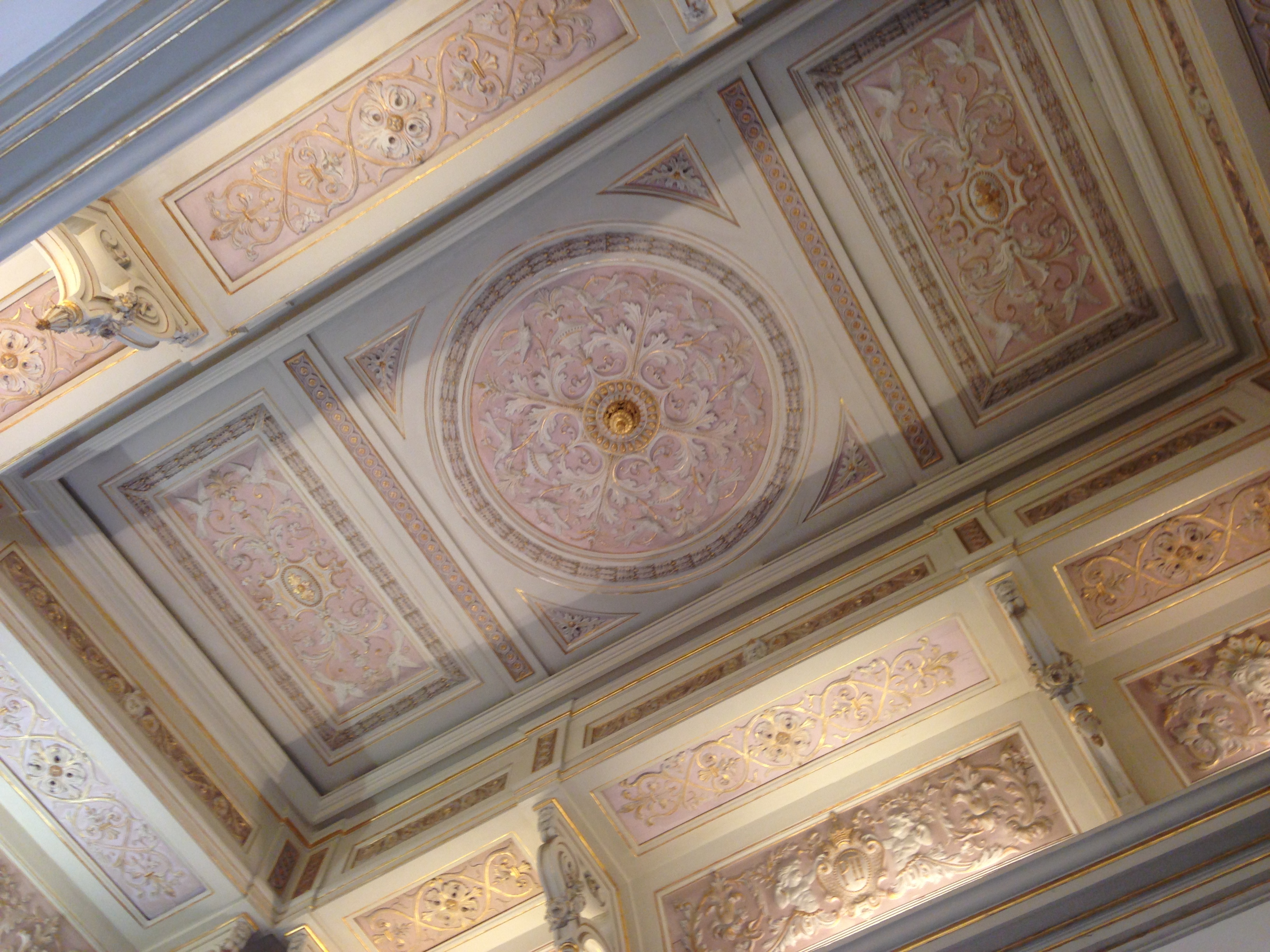
از کارهای هنری سقف بنا
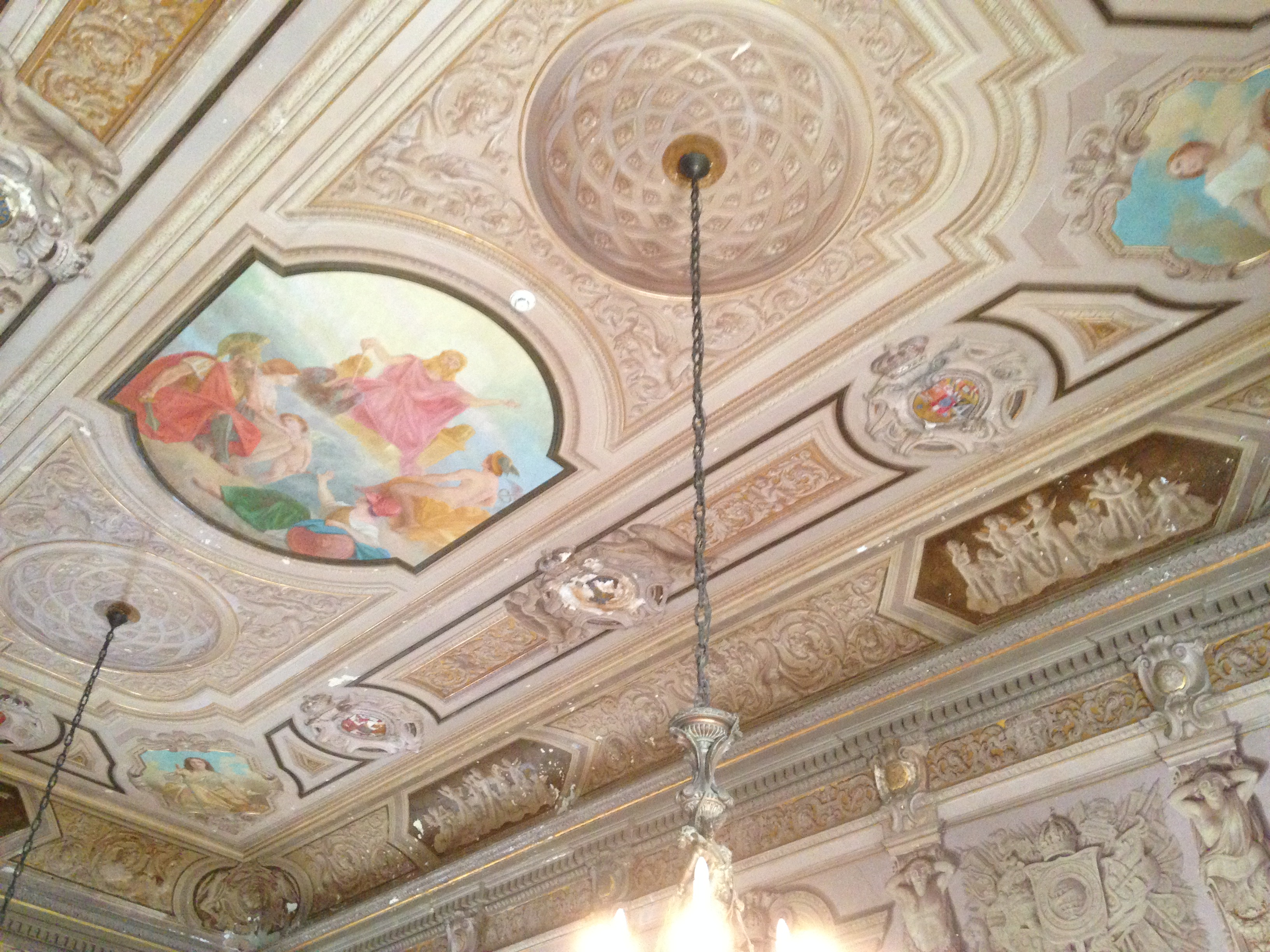
از کارهای هنری سقف بنا
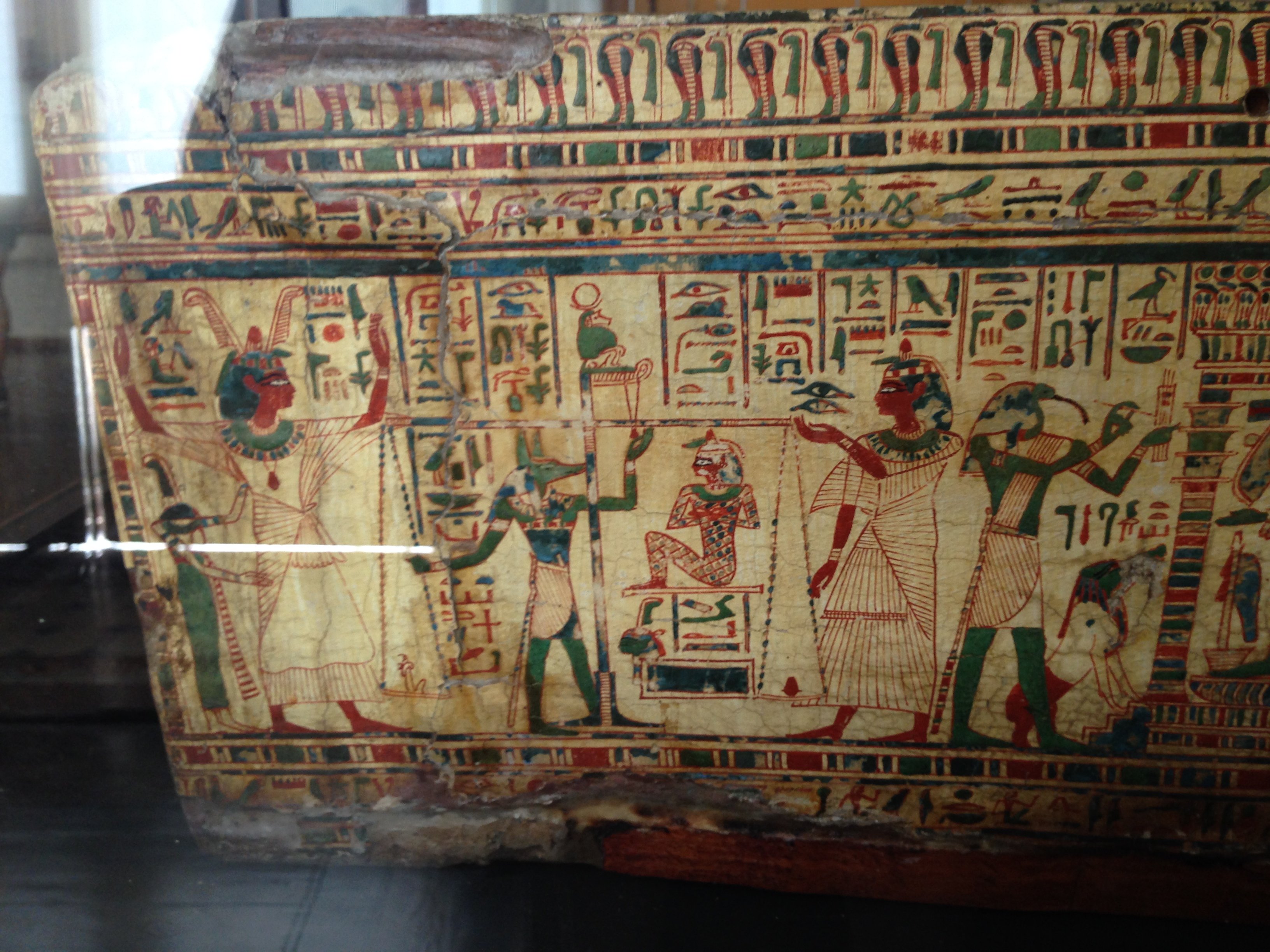
کار هنری به روی تابوت مصری
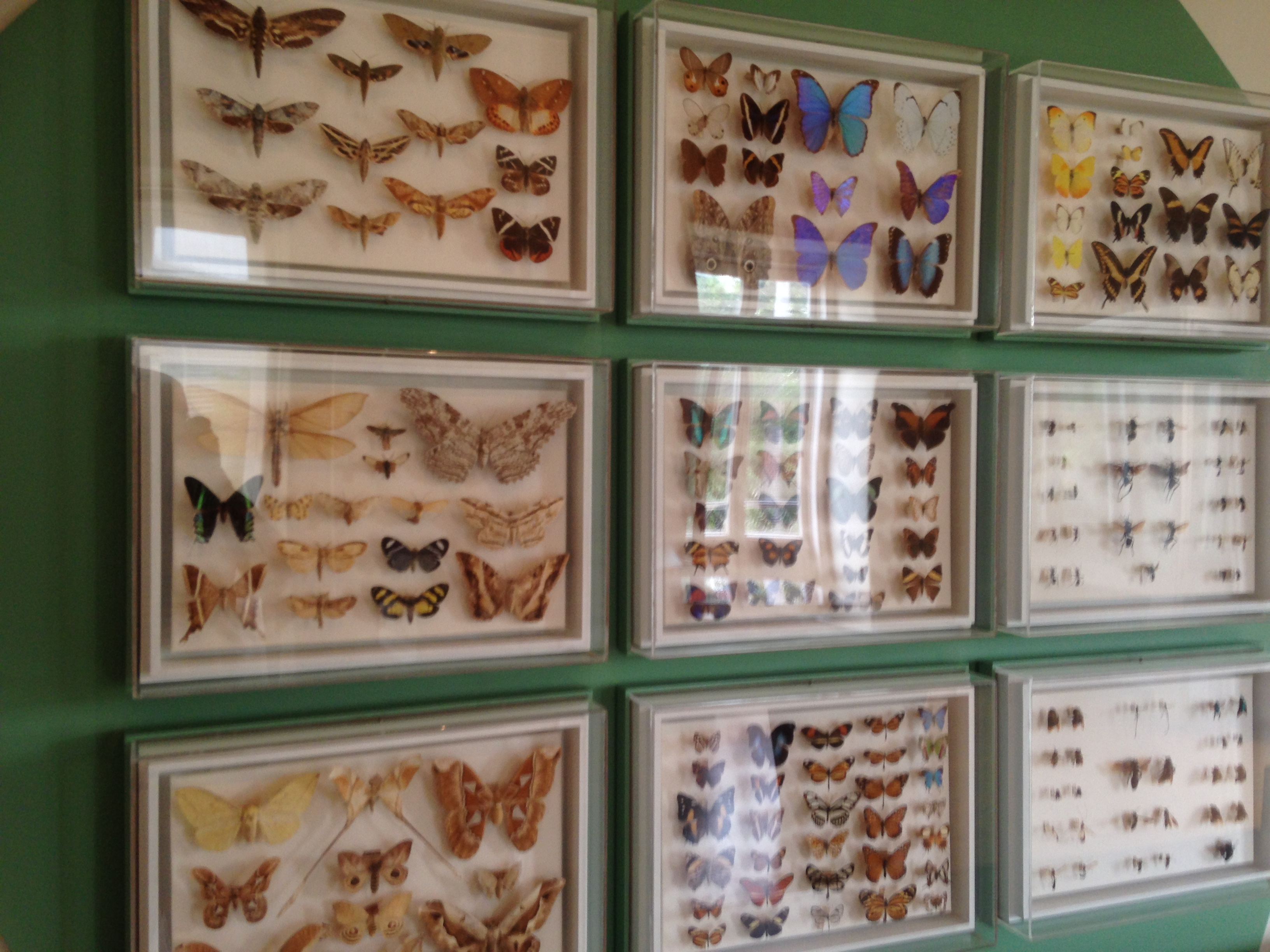
تابلوهای پروانه